# Lophozia incisa
Lophozia incisa là một loài Rêu trong họ Jungermanniaceae. Loài này được (Schrad.) Dumort. mô tả khoa học đầu tiên năm 1835.

## Hình ảnh

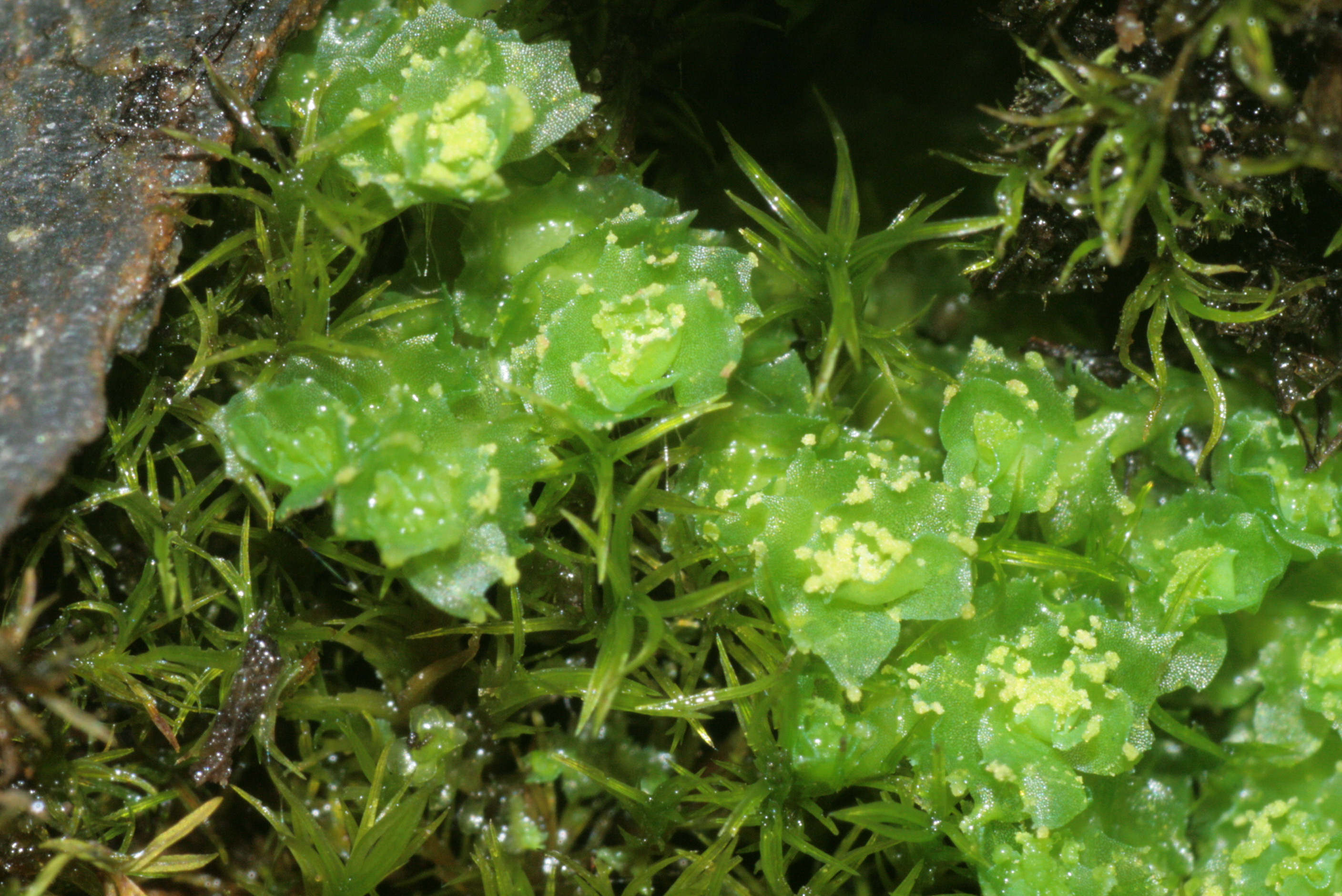
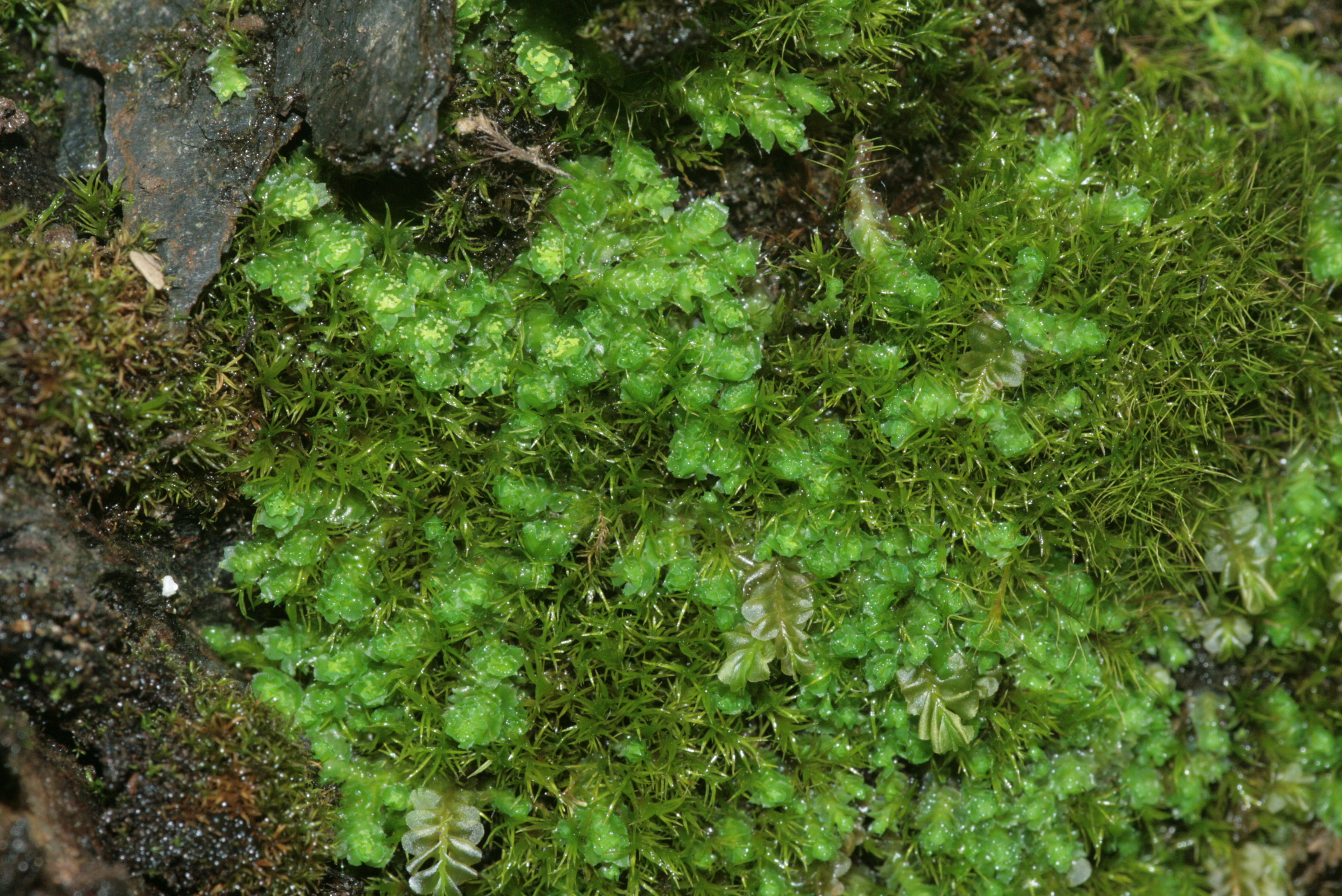
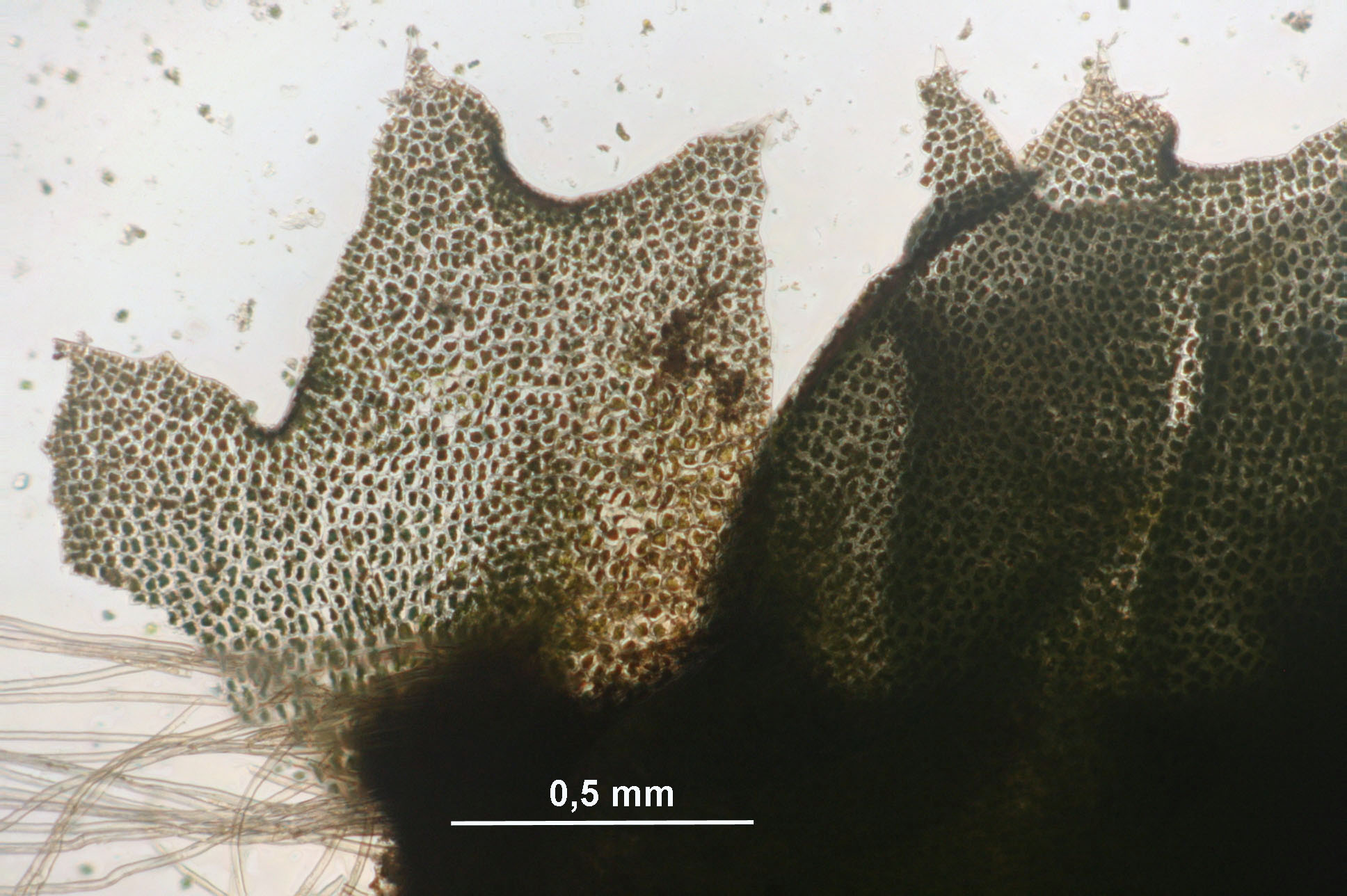
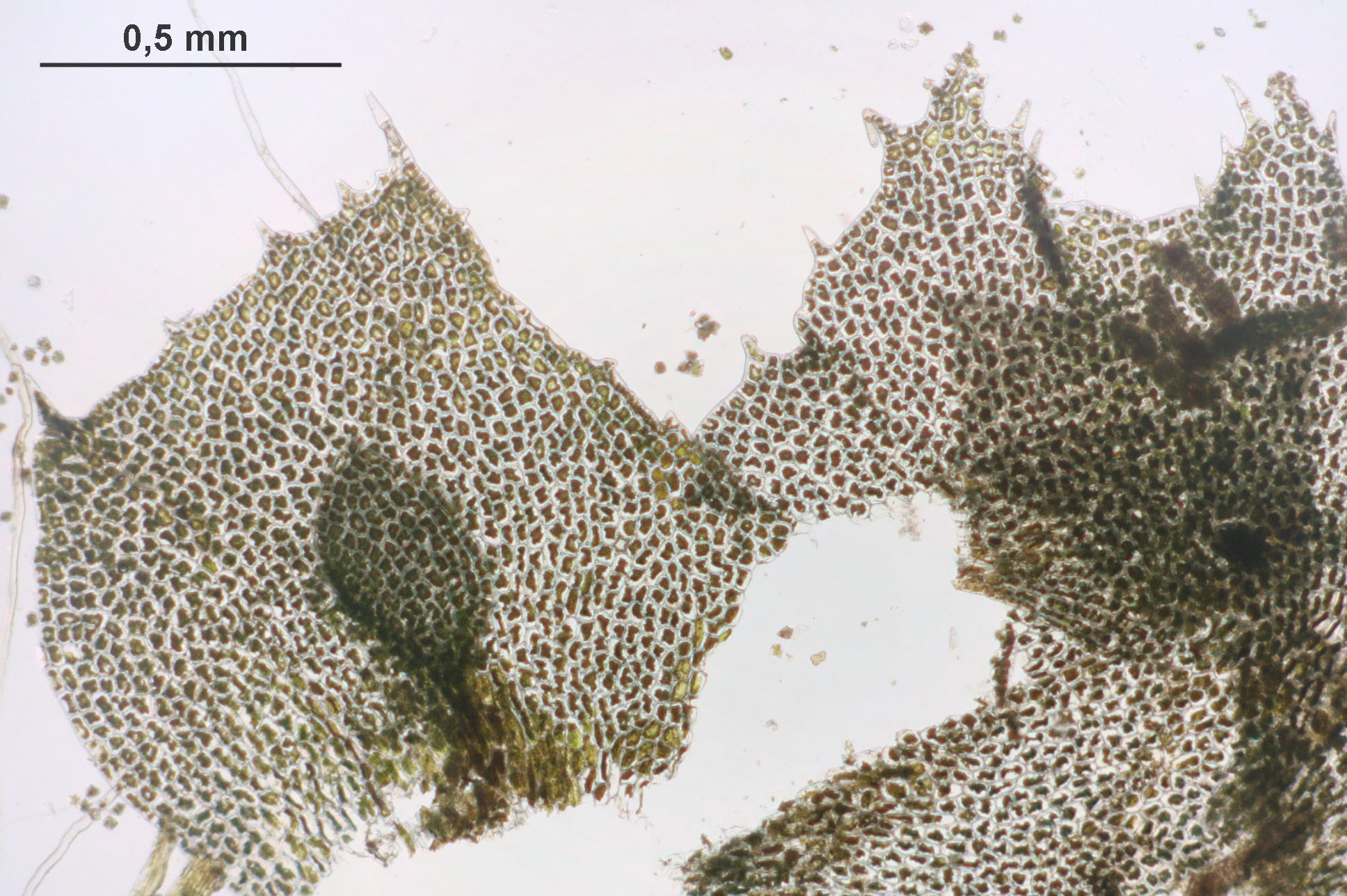